# Зіткнення на кордоні Ізраїлю із сектором Газа (2018—2019)
Зіткнення на кордоні Ізраїлю з сектором Газа (або «Великий марш повернення») — кампанія масових антиізраїльських виступів палестинців навесні 2018 року. Кампанія була запланована на шість тижнів, з 30 березня 2018 року, річниці «дня Землі», та до 15 травня 2018 року, 70-й день «Накба».
Кампанію виступів назвали «Великим маршем повернення» для того, щоб привернути увагу до права всіх поколінь палестинців на повернення на території, що стали 70 років тому Ізраїлем.
Групи демонстрантів (30 березня), загальна кількість яких склала від 30 до 50 тисяч осіб, починаючи з 30 березня, вступали в сутички з військовослужбовцями Армії оборони Ізраїлю біля роздільного бар'єру на кордоні, закидаючи їх камінням і пляшками з запалювальною сумішшю. У відповідь армією були застосовані водомети та інші засоби для розгону демонстрацій, а в ряді випадків — і вогонь на поразку, що призвело до десятків людських жертв серед учасників маршу. Мінімум двоє з них були вбиті в перестрілці при спробі наблизитися до бар'єру.
Рада Безпеки ООН на надзвичайному засіданні 31 березня 2018 року засудила застосування насильства в секторі Газа. Ізраїль, зі свого боку, відкидає звинувачення у непропорційному застосуванні сили, наполягаючи на тому, що «діє в рамках закону і використовує зброю, щоб не допустити вторгнення багатотисячних натовпів, націлених „на вбивства та вчинення терактів“».
Регулярні зіткнення з ізраїльською армією в рамках «маршу повернення» тривали на кордоні сектора з Ізраїлем і в 2019 році, досягаючи найбільшого розмаху по п'ятницях. У міру наближення річниці «маршу», за даними ізраїльських ЗМІ, зростала і «діяльність активістів, що супроводжується запуском повітряних куль із вибуховими та/або легкозаймистими речовинами у бік території Ізраїлю та нападами на його військових».

## Передісторія
Початок масової акції в секторі Газа 30 березня 2018 року був приурочений до «Дня землі», який встановлено на згадку про шість арабів, які загинули в 1976 році в ході насильницьких протестів, спрямованих проти експропріації урядом Ізраїлю сотень земельних наділів ізраїльських арабів у Галілеї. Метою маршу було нагадати про долю палестинських біженців, які, рятуючись від ізраїльських військ, втратили свої земельні ділянки і нині мешкають у різних країнах світу. Палестинські біженці, кількість яких разом із нащадками оцінюється в 5 мільйонів, нині домагаються права на повернення до своїх будинків, покинутих колись на території Ізраїлю. Це вважається неприйнятним в Ізраїлі, де вважають, що ця проблема має вирішуватися в рамках створення палестинської держави або за допомогою асиміляції у місцях нинішнього проживання палестинських біженців. У самому секторі Газа, за оцінками ООН, біженці та їхні нащадки становлять 1,3 млн із 2 млн його мешканців. Завершення маршу його організаторами планувалося на 15 травня 2018 року, коли палестинці щороку відзначають Накбу — день національної катастрофи, що сталася внаслідок Арабо-ізраїльської війни (1948—1949) та наступних подій.

## Хронологія подій

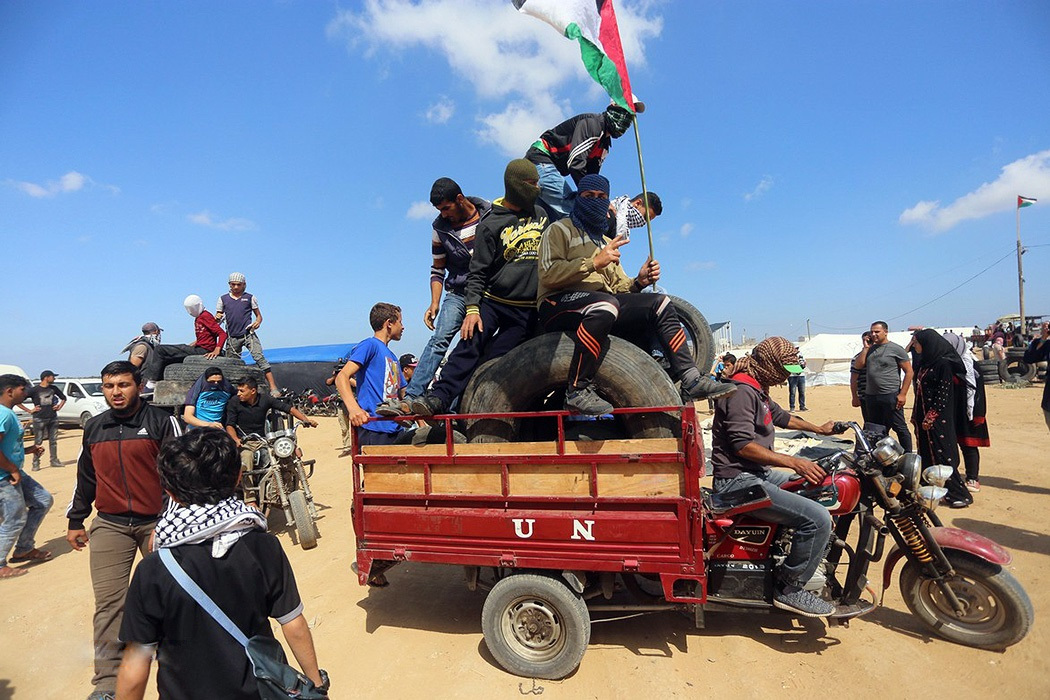
На кордоні сектора Газа та Ізраїлю, 15 травня 2018

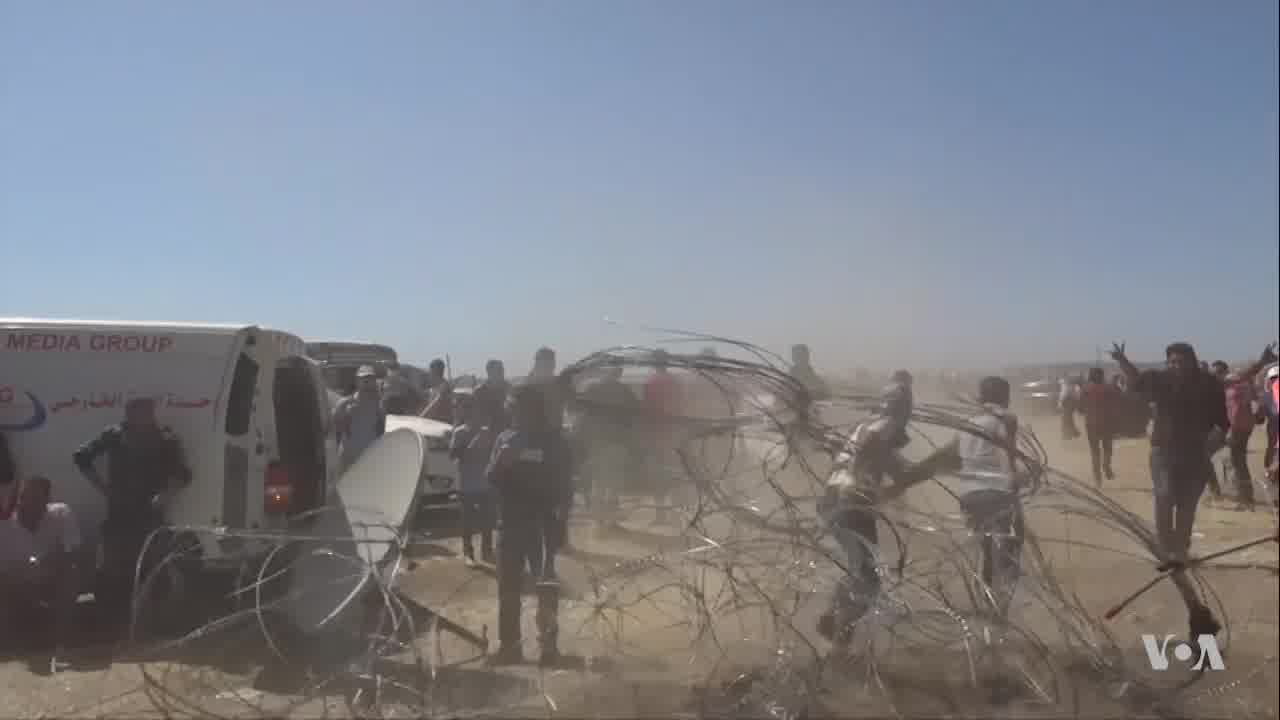
Палестинці відтягують зірвану прикордонну огорожу між Ізраїлем та Газою, 15 травня 2018

30 березня 2018 року на заклик ХАМАС після полуденної молитви від 30 до 50 тисяч палестинців вийшли на «Великий марш повернення», який розгорнувся під гаслами солідарності з біженцями, які бажають повернутися до своїх будинків, «кинуті, але не забуті», в межах Ізраїлю. Найрішучіші активісти в шести місцях вийшли до паркану на кордоні сектора Газа, який Ізраїль заздалегідь оголосив «закритою військовою зоною». Ще напередодні Армія оборони Ізраїлю, отримавши розвіддані про підготовку маршу, розташувала по периметру паркану кілька бойових бригад, залучила бронетехніку, безпілотники та гелікоптери. Згідно з місцевими ЗМІ, загинуло щонайменше 15 палестинців. У своєму зверненні до присутніх лідер ХАМАС Ісмаїл Ханія сказав: «Ми не поступимося жодною п'яді палестинської землі. Для Палестини немає альтернативи і немає жодного іншого рішення, крім повернення територій».
Ізраїльські військові відповідали спецзасобами та вогнем на поразку. У другій половині дня двоє озброєних прихильників Хамаса відокремилися від натовпу і спробували наблизитися роздільному бар'єру. В результаті перестрілки вони були вбиті, а їхні тіла переправлені на ізраїльську територію. У перший день маршу, згідно з медичними звітами Гази, загинули 14 демонстрантів і 1200 було поранено. Прессекретар ізраїльської армії Ронен Манліс звинуватив ісламістську владу сектора у «цинічному використанні жінок і дітей у своїх політичних цілях» і повідомив, що «всі загиблі — чоловіки віком від 18 до 30 років». Згідно з представленими 1 квітня ізраїльськими даними, мінімум 10 з 14 загиблих, «були і раніше пов'язані з терористичною діяльністю і були вбиті під час подібних дій 30 березня».
30 березня 2018 року стало найбільш кровопролитним днем ізраїльсько-палестинського конфлікту з часу операції «Непорушна скеля» (2014).
1 червня 2018 року було вбито палестинську медсестру Разан Ан-Наджжар, яка допомагала пораненим протестувальникам.

## Оцінка подій та наслідки
Президент Держави Палестина Махмуд Аббас 31 березня 2018 року заявив, що Ізраїль несе відповідальність за насильство, оголосив національну жалобу за загиблими й зажадав втручання міжнародної спільноти.
Прем'єр-міністр Ізраїлю Біньямін Нетаньяху заявив 31 березня 2018 року, що Ізраїль «захищав свій суверенітет і мирних жителів».
Після масової загибелі палестинців 14 травня Туреччина вислала із країни ізраїльського посла Ейтана Нае та генерального консула Ізраїлю у Стамбулі. ПАР відкликала свого посла в Ізраїлі. У Бельгії та Ірландії ізраїльські дипломати були викликані до місцевих урядів для пояснень.